# Roger Walkowiak
Roger Walkowiak (Montluçon, 2 de março de 1927 - Vichy, 6 de fevereiro de 2017) foi um ciclista francês.
Foi o vencedor do Tour de France em 1956 .
Atuou como ciclista profissional entre 1951 e 1960, período em que obteve 11 vitórias.

## Equipes
- 1951 - Gitane-Hutchinson
- 1952 - Gitane-Hutchinson
- 1953 - Peugeot-Dunlop
- 1954 - Peugeot-Dunlop
- 1955 - Gitane-Hutchinson
- 1956 - St-Raphaël-Géminiani
- 1957 - Peugeot-BP
- 1958 - Peugeot-BP-Dunlop
- 1959 - Peugeot-BP-Dunlop
- 1960 - St-Raphaël-Géminiani